# La Couleur des sentiments
Pour l'adaptation, voir La Couleur des sentiments (film).
La Couleur des sentiments (titre original : The Help) est un roman de Kathryn Stockett, publié en 2009.
Il a été traduit en français par Pierre Girard et édité, à Paris, par Jacqueline Chambon et à Arles, par Actes Sud en septembre 2010.
Le roman est adapté au cinéma en 2011 par Tate Taylor.

## Résumé

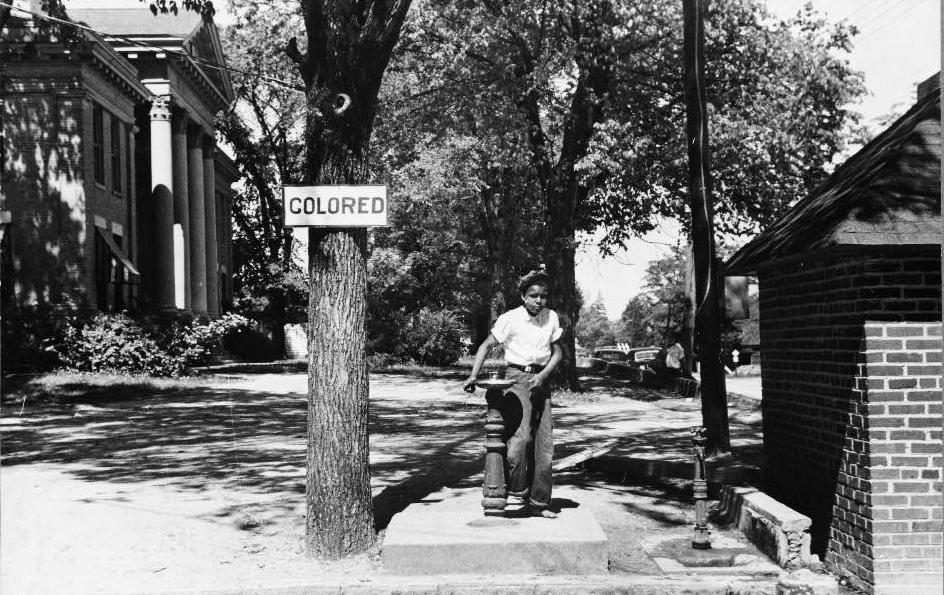
Une fontaine aux États-Unis, réservée aux Afro-Américains (1938).

Dans les années 1960, Aibileen, domestique noire de 53 ans chargée d'élever les bébés des familles blanches, Minny, autre domestique noire de 36 ans, rebelle mais soumise à la violence de son mari ivrogne, et Eugenia « Skeeter » Phelan, 23 ans, jeune femme blanche, fille des propriétaires d'une plantation de coton, racontent tour à tour leur existence à Jackson, capitale de  l'État du Mississippi. Le Mississippi est alors considéré comme l'état le plus dur des États-Unis à l'égard des populations noires. Skeeter, après ses études universitaires, est de retour à la maison familiale et cherche notamment à savoir ce qu'est devenue Constantine, la bonne qui l'a élevée, et à laquelle elle était très attachée, qui a quitté le service de la maison et a disparu sans laisser de traces. Par une prise de conscience qui bouleverse sa vision de la société où elle est née, elle est peu à peu amenée à prendre ses distances envers les attitudes discriminantes des siens en donnant la parole aux bonnes noires employées par son entourage, à une époque où, dans cet État, les relations entre Blancs et Noirs étaient punies par la loi. Elle entraîne une dizaine d'entre elles dans un projet de rédaction de livre de témoignages sur la façon dont les bonnes noires voient leur relation au quotidien avec les familles qui les emploient. Un projet secret et une forte solidarité qui pourrait bien les mettre en danger.

## Thème
Le roman mêle sur 600 pages tension et comédie dans le contexte de la ségrégation raciale aux États-Unis dans les années 1960 et s'organise autour de trois personnages féminins qui se différencient par la couleur de peau, l’âge, la fonction sociale et le langage.

## Sortie et réception
La Couleur des sentiments est le premier roman de Kathryn Stockett. L'auteur débute la rédaction en 2001 et travaille sur le livre durant cinq ans. Il est refusé par soixante agents littéraires sur une période de trois ans, avant d'être publié au début de l'année 2009 par AmyEinhorn Books, une filiale de l'éditeur G. P. Putnam's Sons appartenant au groupe Penguin Books. À sa sortie, The Help se vend à un million d'exemplaires aux États-Unis. Il figure pendant plus de cent semaines dans la liste des best-sellers du New York Times. En 2011, les ventes de la version reliée (hardcover) atteignent les trois millions d'exemplaires. 
La réédition en livre de poche (paperback) est repoussée par l'éditeur en raison du succès de la version reliée. The Help est l'unique roman vendu à un million d'exemplaires à la fois en 2009 et 2010. Le roman est finalement réédité en livre de poche (paperback) en avril 2011. En août de la même année, les ventes totales, toutes éditions confondues, sont estimées à sept millions d'exemplaires.

## Adaptation cinématographique
En 2008, les droits du roman sont achetés par Tate Taylor, réalisateur et ami d'enfance de l'auteur,. Le film La Couleur des sentiments (The Help), adaptation cinématographique du roman, sort en août 2011 aux États-Unis, et en octobre sur les écrans français. Le film est distribué par Walt Disney Studios Motion Pictures.

## Récompenses
- Grand prix des lectrices de Elle 2011[8].